# سوسک اثاثیه
سوسک اثاثیه (نام علمی: Anobium) نام یک سرده از تیره سوسک‌های مرگ است.